# Elachista pullicomella
Elachista pullicomella — вид лускокрилих комах родини злакових молей-мінерів (Elachistidae).

## Поширення
Вид поширений на більшій частині Європи (крім Великої Британії, Ірландії, Піренейського півострова та Балканського півострова).

## Опис
Розмах крил становить 8-10 мм.

## Спосіб життя
Личинки живляться різними трав'янистими рослинами, зокрема Arrhenatherum, Avena, Calamagrostis epigejos, Dactylis glomerata, Deschampsia cespitosa, Deschampsia flexuosa, Elymus repens, Festuca ovina, Festuca rubra, Festuca trachyphylla, Helictotrichon sedenense, Holcus lanatus, Phleum, Poa annua, Poa pratensis і Trisetum flavescens. Вони мінують листя своєї рослини-господаря.